# Sturmpanzerwagen Oberschlesien
Sturmpanzerwagen Oberschlesien, katkad zvan i Dominatrix je bio projekt dizajniranja novog njemačkog tenka, koji bi nasljedio A7V. 

## Razvoj
Kad je postalo očito da je A7V potpuni promašaj, tvrtka Oberschlesien-Eisen-Industrie je započela s razvojem novog teškog jurišnog tenka nazvanog Sturmpanzerwagen. Radilo se o naprednoj konstrukciji, barem u odnosu na A7V. Sturmpanzerwagen je trebao imati oklop najveće debljine 14 mm i najveće mase od 19 tona. Glavno naoružanje bilo bi top od 57 mm (opcijski od 37 mm), smješten u središnje postavljenoj kupoli. Uz njega tenk je trebao imati i dvije strojnice kalibra 7,9 mm, postavljene u manje kupole ispod glavne. Neki izvori navode da je za pogon trebao poslužiti benzinski motor snage 180 KS, a neki navode snagu od čak 195 KS. Zbog toga se i razlikuje procjena maksimalne brzine, od 16 km/h za slabiji motor do 19 km/h za jači. Maksimalna brzina izvan uređenih putova trebala je biti devet km/h. Za upravljanje tenkom određena je i posada od pet članova. Naručena su dva prototipa, ali nijedan nije dovršen prije kraja rata. To nije spriječilo projektante da pred sam kraj rata naprave i poboljšani Sturmpanzerwagen II.

### Zajednički poslužitelj
|  | Zajednički poslužitelj ima još gradiva o temi Njemački tenkovi u Prvom svjetskom ratu |